# Pany del Migdia
El Pany del Migdia és una muntanya de 748 metres que es troba al municipi de Roquetes, a la comarca catalana del Baix Ebre.